# Tanja Glušič
Tanja Glušič est une grimpeuse slovène née le 26 décembre 1995. Elle a plusieurs fois figuré sur le podium des championnats du monde d’escalade handisport en catégorie B3.

## Biographie
Tanja Glušič est atteinte du syndrome d’Usher et de troubles du spectre autistique ; elle est sourde de naissance et sa vision se réduit progressivement.
En 2018, elle remporte la médaille de bronze aux championnats du monde à Innsbruck, ainsi que la distinction de sportive handisport slovène de l’année. Lors des championnats du monde 2021, elle se place 2e.
En dehors des championnats du monde, elle participe aussi au circuit des coupes du monde (2e à Los Angeles en 2021) et à des compétitions européennes (1re au championnat de handi-escalade des Pays-Bas en 2021).
Elle pratique aussi le cyclisme en compétition, où elle roule en tandem.

## Liens
- Ressource relative au sport :   - Fédération internationale d'escalade